# Pasifaë

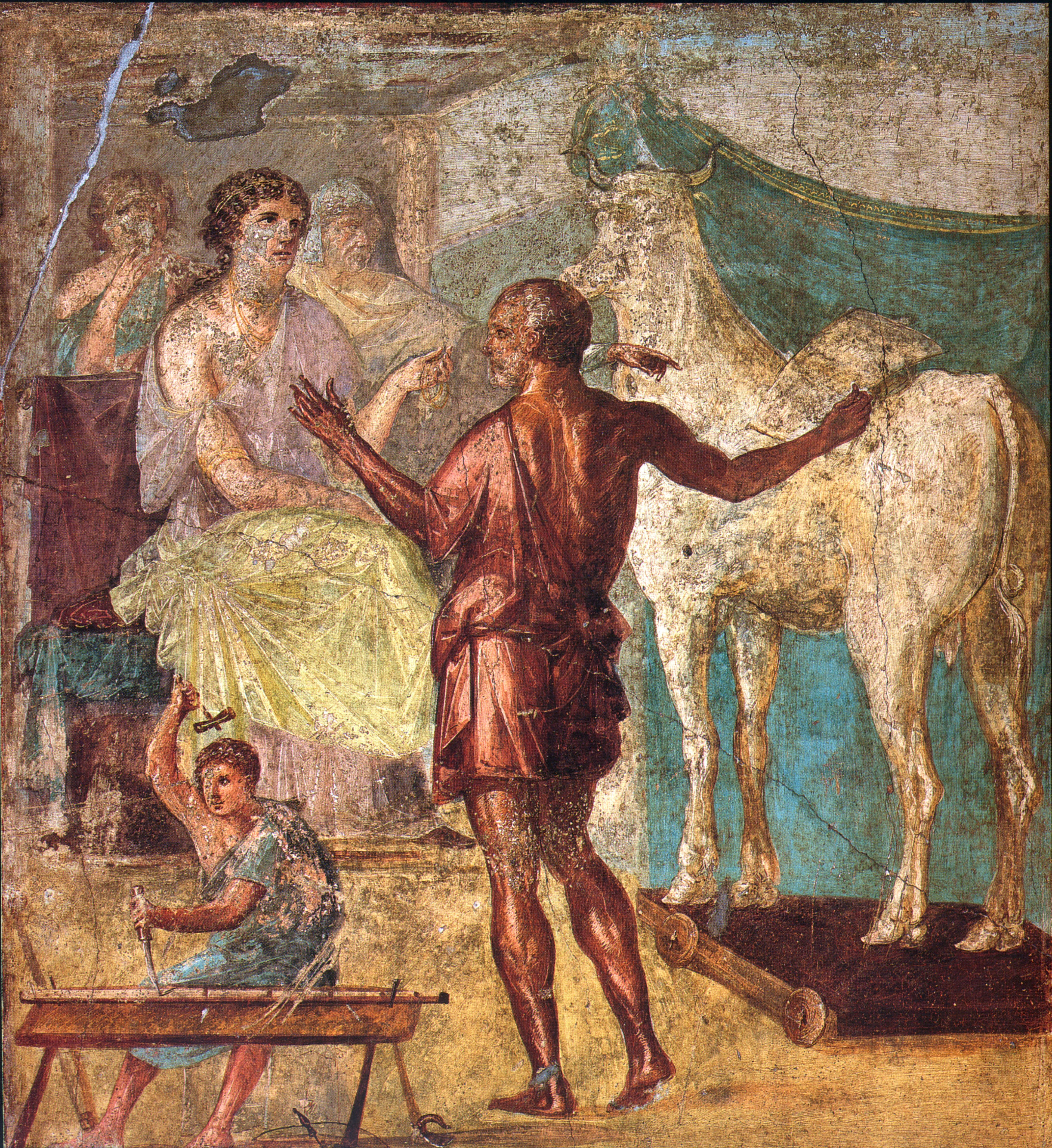
Pasifaë, Daidalos och träkon. Väggmålning i Casa dei Vettii i Pompeji, första århundradet e.Kr.

Pasifaë (latin: Pasiphaë) är i grekisk mytologi hustru till kung Minos på Kreta.
Kung Minos undlät att offra en tjur till havsguden Poseidon som valde att bestraffa honom genom låta Pasifaë förälska sig i tjuren. Pasifaë övertalade uppfinnaren Daidalos att bygga en ihålig ko i vars buk hon gömde sig för att ha samlag med tjuren. Resultatet blev monstret Minotauros som kungen i skam gömde i labyrinterna i sitt palats. 
Daidalos drog på sig den kungliga vreden när han hjälpte Pasifaë. Efter labyrintbygget lät Minos spärra in honom och hans son Ikaros i ett torn. Den driftiga uppfinnaren byggde då två vingpar som han och sonen flög därifrån med. Ikaros flög dock för nära solen så att vaxet som fjädrarna satt fast i smälte och Ikaros störtade mot sin död.